# Чаталтепе (вилает Чанаккале)
Чаталтепе (на турски: Çataltepe) е село в околия Лампсак, вилает Чанаккале, Турция. Намира се на 80 км от град Чанаккале и на 43 км от град Лампсак. То е на около 230 метра надморска височина. Населението му през 2000 г. е 217 души. В селото живеят бошняци и българи – мюсюлмани (помаци). То е бивше българско християнско село. Има три махали – Помак махалеси (на изток), Бошнак махалеси и Колашин махалеси. В селото се говори на сръбски и български, чести са смесените бракове. Според някои данни, в селото живеят и турци. Поминъкът на населението е животновъдството. Много от жителите му живеят в градовете Бига, Чанаккале и Измир.

## История
През 19 век Чаталтепе е едно от селата на малоазийските българи. Българското население на Чаталтепе се изселва в България през 1914 г.
По време на Балканската война в селото се заселват бошняци. Помаците се преселват през 1914 г. от село Сафтъще, днес село Студенец в община Чепеларе.